# 金ミンギュ
キム・ミンギュ（朝鮮語: 김 민규、1979年6月27日 - ）は KBOリーグに所属していた大韓民国出身の元プロ野球選手（外野手）。

## 詳細情報

### 出身学校
- 1995年 - 1998年、北一高等学校（朝鮮語版）
- 1998年 - 2002年、延世大学校 (1998学番)

### 背番号
- 67 （2002年）